# Прыжки с трамплина на зимних Олимпийских играх 1976
Соревнования по прыжкам с трамплина на зимних Олимпийских играх 1976 года прошли с 7 по 15 февраля. Соревнования по прыжкам с большого трамплина проходили на Бергизель, с обычного — в Зефельде.

## Общий медальный зачёт
| Место | Страна  | Золото | Серебро | Бронза | Всего |
| ----- | ------- | ------ | ------- | ------ | ----- |
| 1     | Австрия | 1      | 1       | 1      | 3     |
| 1     | ГДР     | 1      | 1       | 1      | 3     |
| Всего | Всего   | 2      | 2       | 2      | 6     |

## Медалисты
| Вид                 | Золото                 | Серебро               | Бронза              |
| ------------------- | ---------------------- | --------------------- | ------------------- |
| Нормальный трамплин | Ханс-Георг Ашенбах ГДР | Йохен Даннеберг ГДР   | Карл Шнабль Австрия |
| Большой трамплин    | Карл Шнабль Австрия    | Антон Иннауэр Австрия | Хенри Глас ГДР      |